# Arthroleptis krokosua
Espèce
Statut de conservation UICN

 CR  : 
En danger critique
Arthroleptis krokosua est une espèce d'amphibiens de la famille des Arthroleptidae.

## Répartition
Cette espèce est endémique du Ghana. Elle se rencontre dans la Krokosua Hills Forest Reserve et la Sui River Forest Reserve.

## Publication originale
- Ernst, Agyei & Rödel, 2008 : A new giant species of Arthroleptis (Amphibia: Anura: Arthroleptidae) from the Krokosua Hills Forest Reserve, south-western Ghana. Zootaxa, no 1697, p. 58-68.